# Abū
Il termine Abū (in arabo أبو‎?) è un componente degli epiteti arabi maschili che ha il significato di "padre di". La versione femminile è Umm.
È utilizzato frequentemente anche come soprannome che indica eccellenza in una determinata cosa o azione. Così in Egitto vi è una località denominata Abū hummus, letteralmente "padre dei ceci" ma per metafora "zona in cui è fiorente la coltura dei ceci"; potremmo poi trovare un Abū Sikkina, "padre del coltello", e quindi uno bravo nel maneggiarlo, così come potremmo trovare un ristorante tipico chiamato Abū al falafel, cioè "il padre delle frittelle di fave", con un ristoratore che si autodefinisce il migliore nel prepararle.

## Persone che hanno usato nel nome il termineAbū
L'elenco seguente riporta persone conosciute con il termine Abu/Abū come parte del loro nome principale.
- Abu Abbas (1948–2004), fondatore del Fronte di Liberazione della Palestina
- Abu Abdallah († 1578), sultano del Marocco (1574–1576)
- Abū ʿAmmār, Yasser Arafat
- Abū Bakr (573–634), califfo seguace di Maometto
- Abu Djihat, soprannome di Max von Oppenheim, orientalista tedesco
- Abu Mazen (* 1935), soprannome di Mahmoud Abbas, secondo presidente palestinese
- Abū Muslim (700–755), eroe nazionale persiano
- Abu Nidal (1937–2002), terrorista palestinese e fondatore dell'organizzazione Abu Nidal
- Abu Nuwas (757–815), poeta di corte
- Abu Yazid (873–947), personalità religiosa berbera e agitatore politico e religioso di orientamento kharigita
- Abū Yūsuf (729–798), discepolo del teologo e giurista Abū Ḥanīfa al-Nu‘mān ibn Thābit, fondatore dell'Hanafismo, la scuola giurisprudenziale più antica dell'islamismo sunnita